# فريد ملوك
فريد ملوك من مواليد 14 أيار/مايو 1965، هو مواطن فرنسي-جزائري وعضو سابق في الجماعة الإسلامية المسلحة وأحد المُدانين بتهم الإرهاب كما يُعرف عنه دوره القيادي والمركزي في تسيير الشبكات الجهادية.
ولد فريد في ليون بفرنسا،  أصبح المشبته به الأول في محاولة تنفيذ هجمات خلال كأس العالم لكرة القدم 1998 فحُكمَ عليه بالسجن غيابيا مدة 7 سنوات وذلك بعدما تبيّن إنه كان على اتصال مع منفذي تفجيرات مترو باريس عام 1995
</ref> بعد تثبيت التهمة عليه عام 1995؛ غادر ملوك فرنسا نحو بلدان أجنبية حيث قضى بعض الوقت في ذلك أفغانستان وكرواتيا
</ref> تم اعتقاله من قِبل شرطة مكافحة الإرهاب في بلجيكا بتاريخ آذار/مارس 1998 ووُجّهت له عددٌ من التهم بما في ذلك محاولة المساس بأمن الدولة الفرنسية خلال تنظيمها لبطولة كروية عام 1998 وتهمة الشروع في القتل. حُكم عليه في نهاية المطاف بالسّجن مدة 9 سنوات. تمّ تسليمه إلى فرنسا في عام 2004 وأُفرج عنه في عام 2009.
وصف ملكوك نفسه «بالجهادي السابق» وذكر أن له اتصالات واسعة مع باقي الجهاديين والإرهابيين. ذكر أنه أيضا أنه كان صديقا لجمال بغال خلال الفترة التي قضاها في السجن؛ وفي عام 2010 ظهر في محموعة صور بجانب بغال كما أُحيطت الشبهات من حوله باعتباره أحد مٌرتكبي الهجوم على صحيفة شارلي إبدو في كانون الثاني/يناير 2015. غادر ملوك دولة فرنسا رُفقة زوجته وأولاده مُتجها صوب دولة سوريا بحلول شهر أكتوبر/تشرين الأول 2012 وظهر في الكثير من الصور جنبا إلى جنب مع عبد الحميد أبا عود مدبّر هجمات باريس 2015.